# Seiji Aochi
Seiji Aochi, né le 21 juin 1942 à Otaru et mort le 14 août 2008 des suites d'un cancer, est un sauteur à ski japonais.
Lors des Jeux olympiques d'hiver de 1972 à Sapporo, il fut, avec Yukio Kasaya et Akitsugu Konno, l'un des sauteurs du triplé japonais sur petit tremplin.

## Palmarès

### Jeux Olympiques
| Épreuve / Édition | Grenoble 1968 | Sapporo 1972 |
| Petit Tremplin    |               | Bronze       |
| Grand Tremplin    | 26e           |              |